# Franca Gandolfi
Franca Gandolfi (nata Guarnaccia; vedova Modugno; Messina, 27 novembre 1932) è un'attrice, soubrette e cantante italiana che è stata attiva nel cinema italiano dal 1952 al 1963.

## Biografia

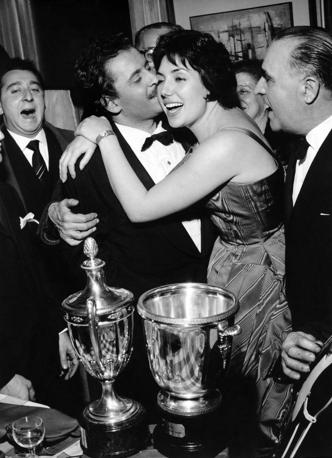
Franca Gandolfi e Domenico Modugno festeggiano al Festival di Sanremo 1959

Interprete di cabaret e del teatro di rivista, ha lavorato con Totò nella stagione 1956-1957 nello spettacolo A prescindere.
Attiva anche nel cinema, si è ritirata dalle scene nel 1963, ancora giovane, per dedicarsi alla famiglia. È stata interpretata dall'attrice Kasia Smutniak nella miniserie televisiva dedicata al marito, Volare - La grande storia di Domenico Modugno.

## Vita privata
È stata moglie dal 1955 di Domenico Modugno, da cui ha avuto tre figli, Marco (1958), Massimo e Marcello (1966), e a cui è stata legata fino alla morte di lui, avvenuta nel 1994.

## Filmografia
- Tre storie proibite, regia di Augusto Genina (1952)
- ...e Napoli canta!, regia di Armando Grottini (1953)
- Cronaca di un delitto, regia di Mario Sequi (1953)
- Napoletani a Milano, regia di Eduardo De Filippo  (1953)
- I vitelloni, regia di Federico Fellini (1953)
- Giove in doppiopetto, regia di Daniele D'Anza (1954)
- La giara, episodio di Questa è la vita, regia di Giorgio Pàstina (1954)
- Avanzi di galera, regia di Vittorio Cottafavi (1954)
- Rosso e nero, regia di Domenico Paolella (1955)
- Padri e figli, regia di Mario Monicelli (1957)
- Mariti in città, regia di Luigi Comencini (1957)
- Io, mammeta e tu, regia di Carlo Ludovico Bragaglia (1958)
- Follie d'estate, regia di Carlo Infascelli ed Edoardo Anton (1963)

## Discografia
(brani incisi con Domenico Modugno)
- La cicoria/Ninna nanna (1954)
- La sveglietta/La barchetta dell'ammuri (1954)
- Musetto/Io, mammeta e tu (1955)

## Teatro
- A prescindere, di Nelli e Mangini, con Totò, Franca Maj, Yvonne Ménard, Enzo Turco, Franca Gandolfi, Elvy Lissiak, Dino Curcio, Antonio La Raina, Compagnia Totò-Ménard, Spettacoli RP, musiche di Carlo Alberto Rossi, regia di Mario Mangini, prima al Teatro Sistina il 1º dicembre 1956.